# Hans Georg Mozart
Hans Georg Mozart (křtěný 20. dubna 1647 Augsburg - 19. listopadu 1719 Augsburg) byl německý zednický mistr augsburské katedrální kapituly a stavitel období baroka. Německý historik Adolf Layer ho nazval „jedním z předních barokních architektů v Augsburgu na přelomu 17. a 18. století“. Byl pradědeček nejslavnějšího člena rodu Mozartů, hudebního skladatele Wolfganga Amadea Mozarta.
Hans Georg Mozart byl druhým synem uznávaného augsburského zednického mistra Davida Mozarta, předka uměleckého rodu Mozartů. Dva jeho bratři Franz Mozart a Daniel Mozart byli rovněž zednickými mistry, ale ani jeden z nich nedosáhl významu Hanse Georga ani jeho otce Davida.

## Život
Hans Georg Mozart byl pokřtěn 20. dubna 1647. Hans Georg Mozart zpočátku spolupracoval se svým otcem Davidem, pravděpodobně na soukromém domě v Dillingenu, na dnešní Königstrasse 44, a na vrcholu věže poutního kostela Our Lady in Moos v Kicklingen (dnes Dillingen).  Později postavil mj.  dům starosty Augsburgu na Maximilianstrasse;  bylo zničeno během bombardování v roce 1944.

## Rodina
Hans Georg Mozart byl druhým synem uznávaného augsburského zednického mistra Davida Mozarta, předka umělecké rodiny Mozartových. Byl vnukem Davida E. Motzharta († 1625 nebo 1626) a starším bratrem Franze Mozarta, pradědečka Wolfganga Amadea Mozarta. Jeho synovci byli Johann Georg Mozart (Wolfgangův dědeček) a Franz Mozart. Zednickými mistry byli i jeho dva bratři: Daniel (1645–1683) a Franz, pradědeček skladatele Wolfganga Amadea Mozarta; Žádný však nedosáhl takového postavení jako Hans Georg a jeho otec David.  Další bratr David (1653–1710) pokračoval v kariéře duchovního a nejmladší bratr Johann Michael (1655–1718) se stal sochařem.  Hans Georg Mozart měl také čtyři sestry.

### Po smrti bratra Franze
Po smrti svého bratra Franze se Mozart staral o jeho syna Johanna Georga, pozdějšího otce Leopolda Mozarta a dědečka Wolfganga Amadea Mozarta.